# Парк Генриха Клейста
Парк Генриха Клейста (нем. Heinrich-von-Kleist-Park, обычно Kleistpark) — парк в северной части берлинского района Шёнеберг между улицами Потсдамерштрассе и Эльсхольцштрассе.
У Люстгартена, где прежде находился придворный аптечный сад, в 1679 году был возведён бастион новой крепости. По распоряжению Великого курфюрста Фридриха Вильгельма Иоганн Сигизмунд Эльсхольц разбил переоборудовал сад в деревне Шёнеберг, где выращивали хмель, в образцовый сад для придворной кухни. В 1718 году придворный сад получил название «ботанический». В 1801 году на этом месте появился настоящий ботанический сад площадью 7,5 га. Этот ботанический сад с королевским ботаническим музеем на месте современного парка имени Генриха Клейста сохранялся в течение двухсот лет, пока новый Берлинский ботанический сад не появился в берлинском районе Лихтерфельде. В этом парке в 1819—1839 годах работал естествоиспытатель и поэт Адельберт фон Шамиссо. Главной достопримечательностью стала теплица из стекла и стали высотой 17 м, построенная в 1858 году.
После того, как часть деревни Шёнеберг вошла в состав Берлина, ботанический сад в 1899—1910 годах был переведён на территорию в шесть раз меньше в Далеме. На части бывшего ботанического сада в Шёнеберге был построен велотрек с одноимённым названием. В день официальной территории открытия 18 июля 1909 года на треке произошёл несчастный случай, в результате мотоцикл вылетел в публику и взорвался. Девять человек погибло, 40 получили тяжёлые травмы. Велотрек после этого был закрыт, а эту территорию планировалось полностью застроить.
Благодаря вмешательству берлинских газет около половины участка удалось отстоять, чтобы разбить парк, одновременно появилась идея для названия парка: в честь 100-летия со дня смерти Генриха фон Клейста ботанический сад получил 21 ноября 1911 года название «парк Генриха Клейста». В дальнейшем благоустройство парка осуществлялось садовым архитектором Альбертом Бродерзеном, а после Второй мировой войны парком занимался Георг Пниовер. Работы в парке, к которым было привлечено около пятисот рабочих, завершились уже спустя полгода, в конце 1945 года. Тем не менее, парк был закрыт для населения, поскольку в соседнем здании суда разместился Союзнический Контрольный совет. Парк Генриха Клейста стал доступен населению только после объединения Германии в 1990 году. В настоящее время парк находится под защитой государства как памятник садового искусства. С конца 2000 года к парку Клейста примыкает небольшой парк Курта Хиллера, названный в честь писателя-пацифиста Курта Хиллера.